# Hans Kjeld Rasmussen
Hans Kjeld Rasmussen (n. 10 noiembrie 1954, Glostrup⁠(d), amtul Copenhaga⁠(d), Danemarca – d. 8 februarie 2025) a fost un trăgător de tir ce a reprezentat Danemarca, medaliat olimpic. A participat la 2 ediții ale Jocurilor Olimpice (1976, 1980) în care a câștigat o medalie de aur.